# ヒガシアゴヒゲトカゲ
ヒガシアゴヒゲトカゲ（学名：Pogona barbata）は、アガマ科アゴヒゲトカゲ属に分類されるトカゲ。

## 分布
オーストラリア東部から南東部固有種

## 形態
最大全長67センチメートル（頭胴長25センチメートル、尾長42センチメートル）。体形はやや細長い。後頭部の棘状鱗は弧状に並ぶ。体側面には刺状鱗が数列並ぶ。総排泄孔前部にある小さい孔の空いた鱗（前肛孔）と大腿部にある小さい孔の空いた鱗（大腿孔）の総数は10-30。尾は3鱗列ごとに筋状の隆起（キール）がある鱗で覆われる。尾に不明瞭な斑紋が入る個体もいる。
口内の色彩は黄色い。後肢長は頭胴長の約55%で、胴体に沿って後肢（および趾）を前方に伸ばすと肩に達する。

## 生態
乾燥林や草原などに生息する。地上棲もしく半樹上棲で、倒木などに登ることが多い。昼行性で、茂みや樹洞の中で休む。危険を感じると口を開け喉の皮膚を広げて威嚇する。冬季になると砂地に穴を掘って冬眠する。
食性は雑食で、小動物、植物の芽、花、果実などを食べる。
繁殖形態は卵生。春季に交尾を行い、1回に8-35個の卵を産む。卵は野生下では61日、飼育下では20℃の環境下で75-84日で孵化した例がある。

## 画像

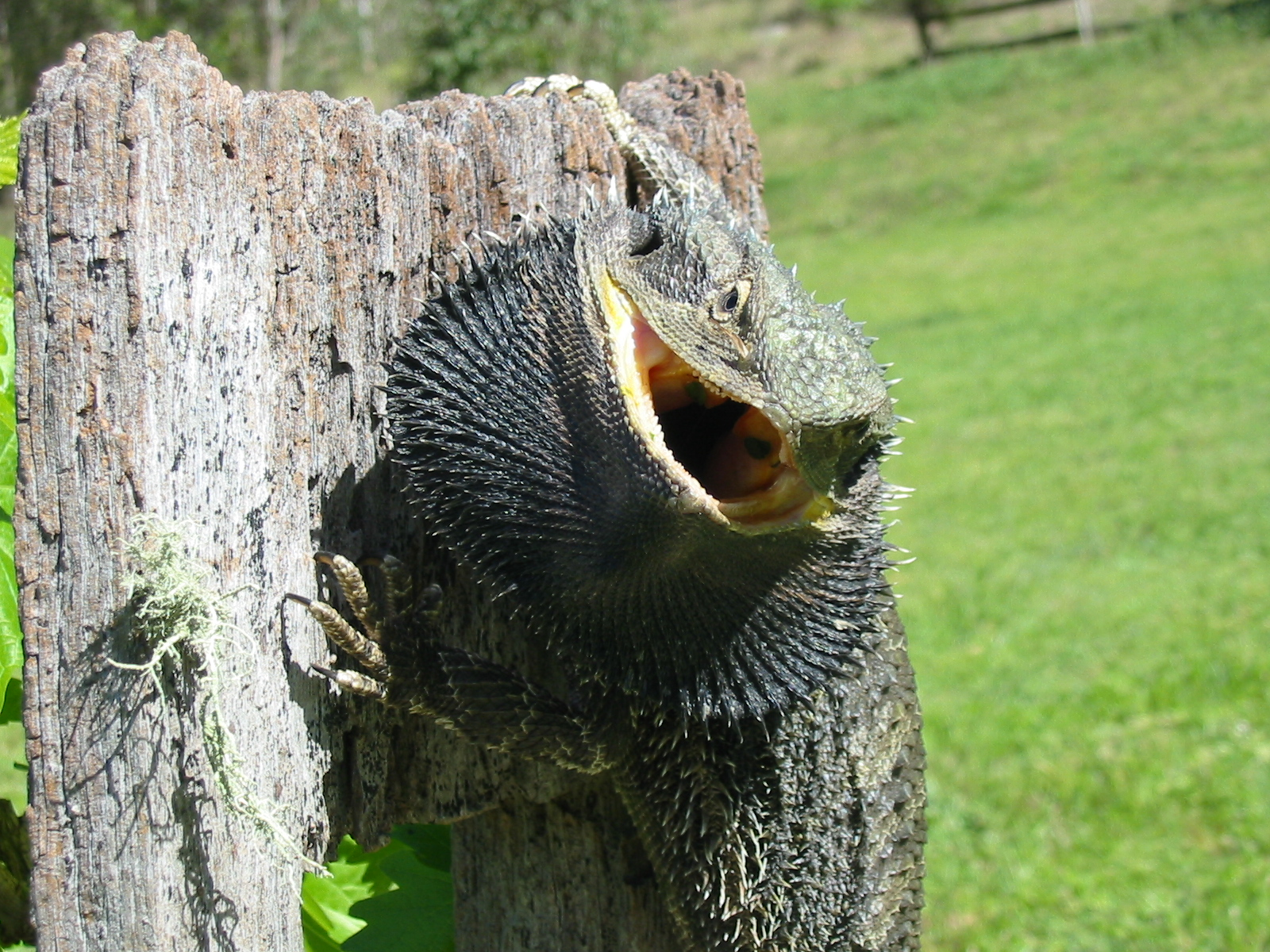
威嚇する本種